# Георгіївський трактат

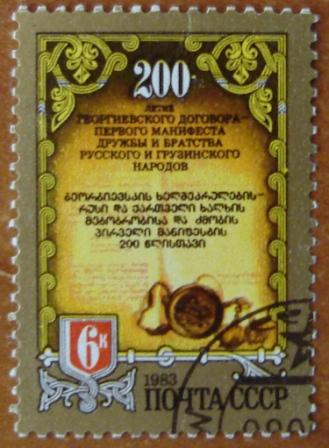
Радянська марка, присвячена 200-річчю укладання договору

Георгіївський трактат (груз. გეორგიევსკის ტრაქტატი) 1783 року — договір про заступництво і верховну владу Російської імперії з об'єднаним грузинським царством Картлі-Кахеті (інакше Картлійсько-Кахетинське царство, Східна Грузія) про перехід Грузії під протекторат Росії. Укладений 24 липня (4 серпня) 1783 року у фортеці Георгієвськ (Північний Кавказ).

## Трактат у 1783-1787
З моменту укладення Трактат без перешкод діяв 3-4 роки. Однак, потім почалася сильна протидія Османській імперії. Під її впливом почастішали набіги лезгін і Ахалцихського паші. Російська імперія висловлювала протести, але вони не мали належного впливу. Більше того, Османська імперія зажадала від Російської імперії скасувати Георгіївський трактат і зірвати зміцнення Владикавказа. У результаті в 1787 році російські війська були виведені з Грузії.